# Maria Eiger-Kamińska

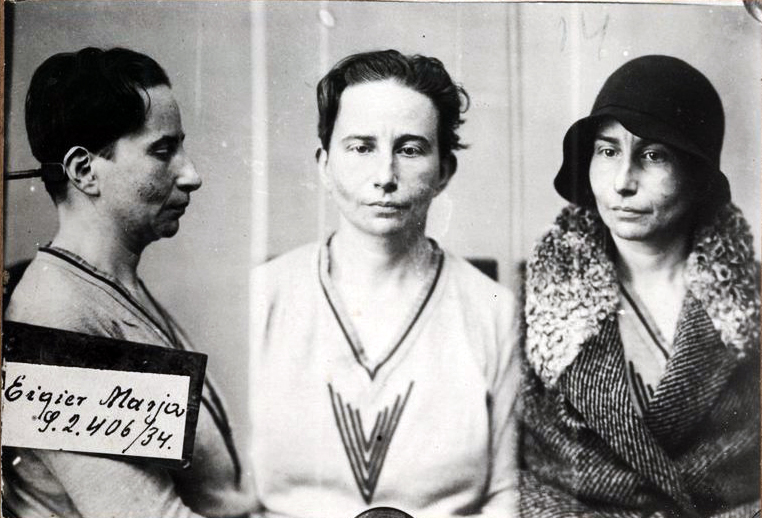
Maria Eiger po aresztowaniu przez Policję Państwową za działalność komunistyczną 1934

Maria Eiger-Kamińska, właśc. Maria Franciszka Eiger lub Maryla Eiger, pseud. „Klara”, ur. 5 listopada 1897 w Warszawie, zm. 21 grudnia 1983) – polska działaczka komunistyczna, członek KC KPP, później w PPR i PZPR.

## Życiorys
Córka Bolesława Eigera i Diany z Silbersteinów, zamożnej rodziny przemysłowców, wnuczka Markusa Silbersteina. W latach 1903–1913 uczęszczała do szkoły Heleny Skłodowskiej-Szalay, maturę zdała eksternistycznie w 1916. W latach 1917–1920 studiowała na Wydziale Filozoficznym Uniwersytetu Warszawskiego. Od 1918 członek Sekcji Akademickiej PPS-Lewicy, później Komunistycznej Partii Robotniczej Polski (KPRP). Studiując, pracowała w latach 1919–1920 jako  nauczycielka  w  szkole  żydowskiej  w  Drohiczynie. Studia kontynuowała w Berlinie, powróciła do Polski jesienią 1921, pracowała  w szkole  dla  dzieci opóźnionych w rozwoju w Łodzi.
Członkini WKP(b). Od 1920 do 1938 w Komunistycznej Partii Polski (instruktorka na Śląsku), w latach 1930–1932 zastępca członka Komitetu Centralnego KPP. W 1942 w Moskiewskim Instytucie Zootechnicznym. W latach 1942–1943 w Centralnej Szkole Specjalnej Ministerstwa Obrony ZSRR. 24 kwietnia 1945 powołana na stanowisko I Sekretarza Komitetu Wojewódzkiego PPR w Poznaniu. Dyrektor departamentu szkolenia w MBP. Od 1952 do 1953 w Ministerstwie Państwowych Gospodarstw Rolnych, gdzie pełniła funkcję podsekretarza stanu. Była zastępcą naczelnego redaktora w piśmie Chłopska Droga, redaktorem pisma Gromada (2 lutego 1949–30 marca 1952), sekretarzem Zarządu Głównego Związku Samopomoc Chłopska.
Była również delegatką na I Zjazd PPR, II Zjazd PPR, I Zjazd PZPR, II Zjazd PZPR. W latach 1948–1959 członek Centralnej Komisji Kontroli Partyjnej PZPR.
Uchwałą KRN z 3 stycznia 1945 odznaczona Krzyżem Oficerskim Orderu Odrodzenia Polski. Postanowieniem prezydenta Bolesława Bieruta z 17 czerwca 1952 została odznaczona Orderem Sztandaru Pracy I klasy w związku z 55 rocznicą urodzin za zasługi w pracy politycznej i społecznej.
Po wydarzeniach grudniowych 1970 r. wystąpiła z PZPR. 
Została pochowana na Cmentarzu Komunalnym na Powązkach (kwatera C39-2-1).
Jej młodszym bratem był Marek Stefan Eiger (Stefan Napierski) (1899–1940) – polski poeta, tłumacz i eseista, rozstrzelany w Palmirach. Miała jeszcze dwóch młodszych braci: Kazimierza i Zdzisława.